# Ion Dichiseanu
Ion Dichiseanu (n. 20 octombrie 1933, Adjud, Putna, România – d. 20 mai 2021, București, România) a fost actor de film, radio, scenă, televiziune și voce și scriitor român. A absolvit IATC (Institutul de Artă Teatrală și Cinematografică, Facultatea de Teatru din București) în 1959.

## Biografie
Fiind student la Politehnică, a fost îndrumat spre actorie de către nepoata lui George Vraca. După absolvire, a plecat cu toată promoția la Teatrul din Botoșani.
Este cunoscut datorită activității sale artistice din cadrul Teatrului Nottara, precum și pentru numeroasele roluri care l-au consacrat în cinematografie, teatru de televiziune și teatru radiofonic.

### Recunoaștere
A primit Premiul ACIN pentru rolul din filmul Clipa (1979) și a fost decorat cu Ordinul național Serviciul Credincios în grad de Cavaler (30 mai 2002), alături de alți actori, „pentru prestigioasa carieră artistică și talentul deosebit prin care au dat viață personajelor interpretate în filme, dar și pe scenă, cu prilejul celebrării unui veac de film românesc”.
Ion Dichiseanu a fost ales Cetățean de Onoare al orașului Adjud, orașul său natal.
Totodată, în anul 2019, a fost decorat de președintele României, Klaus Iohannis, cu Ordinul Serviciul Credincios în grad de ofițer.

### Alte activități
În 1995 a publicat volumul de versuri Frumoasa spaniolă, frumoasa suedeză la Editura Arc.
În anii comunismului a vizitat Chișinăul și, în particular, a avut relații de prietenie cu interpretul Ion Aldea-Teodorovici, pe care l-a vizitat la domiciliu.

### Deces
Ion Dichiseanu a murit pe 20 mai 2021, în jurul orei 15.00, la Spitalul Floreasca, unde era internat de la începutul anului.

## Filmografie
- Darclée (1960)
- Porto-Franco (1961)
- Post restant (1962)
- Tudor (1963)
- Titanic-Vals (1965) - Gigi Stamatescu
- Mofturi 1900 (1965)
- Runda 6 (1965)
- Dincolo de barieră (1965)
- Tunelul (1966)
- Frumoasele vacanțe (1967)
- Amprenta (1967)
- De trei ori București (1968) - segmentul „Întoarcerea”
- Bătălia pentru Roma (1968)
- Aventurile lui Tom Sawyer (1968)
- Ultimul mohican (Die Lederstrumpferzählungen, Die Prärie, 1969)
- Războiul domnițelor (1969)
- Castelul condamnaților (1970)
- Cîntecele mării (1971)
- Printre colinele verzi (1971)
- Sfînta Tereza și diavolii (1972)
- 100 de lei (1973)
- Pistruiatul (1973)
- Cantemir (1975)
- Mușchetarul român (1975)
- Toate pînzele sus (serial TV, 1977) - Pierre Vaillant (ep. 1, 5, 12)
- Războiul Independenței (Serial TV) (1977)
- Acțiunea „Autobuzul” (1978) - ofițerul infiltrat Marius
- Pentru patrie (1978) - Osman Pașa
- Melodii, melodii (1978)
- Revanșa (1978) - comandantul legionar Cernescu
- Severino (1978), regia Claus Dobberke
- Drumuri în cumpănă (1979)
- Clipa (1979)
- Ultima frontieră a morții (1979)
- Al treilea salt mortal (1980)
- Burebista (1980)
- Detașamentul „Concordia” (1981)
- Trandafirul galben (1982)
- Cucerirea Angliei (1982)
- Misterele Bucureștilor (1983)
- Căruța cu mere (1983)
- Dragostea și revoluția (1983)
- Zbor periculos (1984)
- Racolarea (1985)
- Соучастие в убийстве (Souchastiye v ubijstve) (1985)
- Maria Mirabela în Tranzistoria (1989)
- Neînvinsă-i dragostea (1993)
- Triunghiul morții (1999) - împăratul Wilhelm al II-lea al Germaniei
- „15” (2005)
- Vocea inimii (2006) - Massimo
- Cu un pas înainte (2007) - Viceprimarul (2 episoade, 2008)
- Supraviețuitorul (2008)
- Regina (2008-2009) - Miguel Cervantes
- Carol I - Un destin pentru România (2009)
- State de România (2009-2010) - Miguel Cervantes
- Mamaia (2013)
- Arhitectura României Mari (2017)
- O grămadă de caramele (2017) - Orlando
- Între chin și amin (2019)
- Babardeală cu bucluc sau porno balamuc (2021)

## Distincții

### Premii
- ACIN 1979 (pentru filmul Clipa)

### Decorații
- Ordinul Muncii clasa a III-a (10 august 1964) „pentru merite deosebite în opera de construire a socialismului, cu prilejul celei de a XX-a aniversări a eliberării patriei”[6]
- Ordinul Național „Serviciul Credincios” în grad de Cavaler (30 mai 2002) „pentru prestigioasa carieră artistică și talentul deosebit prin care au dat viață personajelor interpretate în filme, dar și pe scenă, cu prilejul celebrării unui veac de film românesc”[7]
- Ordinul Național „Serviciul Credincios” în grad de Ofițer (2019)[8]

## Volume
- 1995 — Frumoasa spaniolă, frumoasa suedeză, Editura Arc
- 2016 — Am fost rivalul regelui, Editura Polirom
- 2017 — Adevarul, mai frumos decat legenda, Editura Polirom